# Kocaeli (Provinz)
Kocaeli ist eine Provinz im Nordwesten der Türkei.
Kocaeli grenzt im Westen an die Metropole Istanbul, im Norden an das Schwarze Meer, im Osten an Sakarya und im Südwesten an das Marmarameer, das hier den Golf von İzmit bildet. Das Zentrum ist İzmit, früher offiziell auch Kocaeli genannt.
Die Provinz Kocaeli ist überdurchschnittlich industrialisiert und hat pro Kopf das höchste Bruttosozialprodukt der Türkei. In ihr leben nahezu zwei Millionen Menschen.

## Verwaltungsgliederung
Kocaeli ist seit 1993 eine Großstadt (Büyükşehir belediyesi). Im Zuge der Verwaltungsreform 2013/2014 wurden alle Landkreise (İlçe) direkt dem Oberbürgermeister von Kocaeli unterstellt. Sie sind nun gleichzeitig als Mitgliedsgemeinden (Belediye) der Großstadtgemeinde organisiert. Die alte Provinzhauptstadt führt als Mitgliedsgemeinde der Großstadt seither auch offiziell den alten Namen İzmit.
Die ehemaligen Bürgermeister der Gemeinden (Belediye) wurden auf den Rang eines Muhtars heruntergestuft. Somit sind die Landkreise gleichzeitig Stadtbezirke, jeder davon gliedert sich in Stadtviertel/Ortsteile (Mahalle), insgesamt gibt es 472 davon. Ein Muhtar ist in jedem Mahalle der oberste Beamte.
| Kreis- code 1 | Landkreis İlçe | Fläche 2 (km²) | Bevölkerung am 31.12.2020 3 | Bevölkerung am 31.12.2020 3 | Bevölkerung am 31.12.2020 3 | Anzahl der Mahalle | Bevölke rungs dichte (Einw./km²) | Sex Ratio 4 Frauen auf 1000 Männer | Grün- dungs da- tum 5, 6 |
| Kreis- code 1 | Landkreis İlçe | Fläche 2 (km²) | Gesamt                      | männlich                    | weiblich                    | Anzahl der Mahalle | Bevölke rungs dichte (Einw./km²) | Sex Ratio 4 Frauen auf 1000 Männer | Grün- dungs da- tum 5, 6 |
| ------------- | -------------- | -------------- | --------------------------- | --------------------------- | --------------------------- | ------------------ | -------------------------------- | ---------------------------------- | ------------------------ |
| 2058          | Başiskele      | 209            | 108.185                     | 54.527                      | 53.658                      | 37                 | 517,6                            | 984                                | 2008                     |
| 2059          | Çayırova       | 23             | 140.274                     | 71.398                      | 68.876                      | 9                  | 6.098,9                          | 965                                | 2008                     |
| 2060          | Darıca         | 23             | 214.796                     | 108.791                     | 106.005                     | 14                 | 9.339,0                          | 974                                | 2008                     |
| 2030          | Derince        | 198            | 143.884                     | 71.946                      | 71.938                      | 17                 | 726,7                            | 1000                               | 1999                     |
| 2061          | Dilovası       | 125            | 51.060                      | 26.332                      | 24.728                      | 12                 | 408,5                            | 939                                | 2008                     |
| 1338          | Gebze          | 418            | 392.945                     | 199.330                     | 193.615                     | 40                 | 940,1                            | 971                                |                          |
| 1355          | Gölcük         | 217            | 170.503                     | 86.092                      | 84.411                      | 50                 | 785,7                            | 980                                | 1936                     |
| 2062          | İzmit          | 480            | 365.893                     | 181.601                     | 184.292                     | 102                | 762,3                            | 1015                               | 2008                     |
| 1430          | Kandıra        | 840            | 52.268                      | 29.393                      | 22.875                      | 96                 | 62,2                             | 778                                |                          |
| 1440          | Karamürsel     | 262            | 58.412                      | 29.064                      | 29.348                      | 27                 | 223,0                            | 1010                               |                          |
| 2063          | Kartepe        | 301            | 125.974                     | 63.949                      | 62.025                      | 32                 | 418,5                            | 970                                | 2008                     |
| 1821          | Körfez         | 301            | 173.064                     | 87.110                      | 85.954                      | 36                 | 575,0                            | 987                                | 1987                     |
| 41 Kocaeli    | 41 Kocaeli     | 3.397          | 1.997.258                   | 1.009.533                   | 987.725                     | 472                | 588,0                            | 978                                |                          |

## Bevölkerung

### Ergebnisse der Bevölkerungsfortschreibung
Nachfolgende Tabelle zeigt die jährliche Bevölkerungsentwicklung nach der Fortschreibung durch das 2007 eingeführte adressierbare Einwohnerregister (ADNKS). Zusätzlich sind die Bevölkerungswachstumsrate und das Geschlechterverhältnis (Sex Ratio d. h. die rechnerisch ermittelte Anzahl der Frauen pro 1000 Männer) aufgeführt. Der Zensus von 2011 ermittelte Einwohner, das sind über eine 150.000 Einwohner weniger als zum Zensus 2000.

| Jahr | Bevölkerung am Jahresende | Bevölkerung am Jahresende | Bevölkerung am Jahresende | Wachstums- rate der Be- völkerung (in %) | Geschlechter verhältnis (Frauen auf 1000 Männer) | Rang (unter den 81 Provinzen) |
| Jahr | gesamt                    | männlich                  | weiblich                  | Wachstums- rate der Be- völkerung (in %) | Geschlechter verhältnis (Frauen auf 1000 Männer) | Rang (unter den 81 Provinzen) |
| ---- | ------------------------- | ------------------------- | ------------------------- | ---------------------------------------- | ------------------------------------------------ | ----------------------------- |
| 2020 | 1.997.258                 | 1.009.533                 | 987.725                   | 2,26                                     | 978,4                                            | 10                            |
| 2019 | 1.953.035                 | 988.098                   | 964.937                   | 2,45                                     | 976,6                                            | 10                            |
| 2018 | 1.906.391                 | 963.326                   | 943.065                   | 1,23                                     | 979,0                                            | 10                            |
| 2017 | 1.883.270                 | 953.145                   | 930.125                   | 2,87                                     | 975,8                                            | 10                            |
| 2016 | 1.830.772                 | 927.157                   | 903.615                   | 2,85                                     | 974,6                                            | 10                            |
| 2015 | 1.780.055                 | 901.860                   | 878.195                   | 3,32                                     | 973,8                                            | 10                            |
| 2014 | 1.722.795                 | 872.403                   | 850.392                   | 2,78                                     | 974,8                                            | 11                            |
| 2013 | 1.676.202                 | 849.465                   | 826.737                   | 2,54                                     | 973,2                                            | 11                            |
| 2012 | 1.634.691                 | 828.071                   | 806.620                   | 2,06                                     | 974,1                                            | 11                            |
| 2011 | 1.601.720                 | 812.302                   | 789.418                   | 2,67                                     | 971,8                                            | 11                            |
| 2010 | 1.560.138                 | 788.267                   | 771.871                   | 2,48                                     | 979,2                                            | 11                            |
| 2009 | 1.522.408                 | 771.502                   | 750.906                   | 2,15                                     | 973,2                                            | 11                            |
| 2008 | 1.490.358                 | 756.092                   | 734.266                   | 3,65                                     | 971,1                                            | 12                            |
| 2007 | 1.437.926                 | 728.590                   | 709.336                   | –                                        | 973,6                                            | 12                            |

### Volkszählungsergebnisse
Nachfolgende Tabellen geben den bei den 14 Volkszählungen dokumentierten Einwohnerstand der Provinz Kocaeli wieder. Die Werte der linken Tabelle entstammen E-Books (der Originaldokumente) entnommen, die Werte der rechten Tabelle basieren aus der Datenabfrage des Türkischen Statistikinstituts TÜIK.
| Jahr | Bevölkerung am Zensustag | Bevölkerung am Zensustag | jährl. Wachs- tumsrate in % | Rang |
| Jahr | Türkei                   | Provinz Kocaeli          | Provinz Kocaeli             | Rang |
| ---- | ------------------------ | ------------------------ | --------------------------- | ---- |
| 1927 | 13.648.270               | 286.600                  | —00                         | 13   |
| 1935 | 16.158.018               | 335.292                  | 2,3000                      | 15   |
| 1940 | 17.820.950               | 375.530                  | 2,0600                      | 12   |
| 1945 | 18.790.174               | 416.058                  | 1,0900                      | 11   |
| 1950 | 20.947.188               | 474.644                  | 2,3000                      | 12   |
| 1955 | 24.064.763               | 253.174                  | 2,9800                      | 41   |
| 1960 | 27.754.820               | 297.463                  | 3,0700                      | 41   |

| Jahr | Bevölkerung am Zensustag | Bevölkerung am Zensustag | jährl. Wachs- tumsrate in % | Rang |
| Jahr | Türkei                   | Provinz Kocaeli          | Provinz Kocaeli             | Rang |
| ---- | ------------------------ | ------------------------ | --------------------------- | ---- |
| 1965 | 31.391.421               | 335.518                  | 2,5600                      | 40   |
| 1970 | 35.605.176               | 385.408                  | 2,9700                      | 39   |
| 1975 | 40.347.719               | 477.736                  | 4,7900                      | 34   |
| 1980 | 44.736.957               | 596.899                  | 4,9900                      | 29   |
| 1985 | 50.664.458               | 742.245                  | 4,8700                      | 24   |
| 1990 | 56.473.035               | 936.163                  | 5,2300                      | 18   |
| 2000 | 67.803.927               | 1.206.085                | 2,8800                      | 15   |

### Detaillierte Volkszählungsergebnisse
| Jahr | Gesamtbevölkerung | Gesamtbevölkerung | Gesamtbevölkerung | Stadtbevölkerung    | Stadtbevölkerung    | Stadtbevölkerung    | Stadtbevölkerung    | Landbevölkerung     | Landbevölkerung     | Landbevölkerung     | Landbevölkerung     |
| Jahr | Gesamt            | männlich          | weiblich          | Gesamt              | %                   | männlich            | weiblich            | Gesamt              | %                   | männlich            | weiblich            |
| ---- | ----------------- | ----------------- | ----------------- | ------------------- | ------------------- | ------------------- | ------------------- | ------------------- | ------------------- | ------------------- | ------------------- |
| 1927 | 299.093           | 148.151           | 150.942           | 52.081              | 17,41               | 27.432              | 24.649              | 247.012             | 82,59               | 120.719             | 126.293             |
| 1935 | 335.292           | 168.655           | 166.637           | 61.560              | 18,36               | 32.188              | 29.372              | 273.732             | 81,64               | 136.467             | 137.265             |
| 1940 | 375.530           | 191.901           | 183.629           | 79.330              | 21,12               | 46.208              | 33.122              | 296.200             | 78,88               | 145.693             | 150.507             |
| 1945 | 416.058           | 216.318           | 199.740           | 93.614              | 22,50               | 54.562              | 39.052              | 322.444             | 77,50               | 161.756             | 160.688             |
| 1950 | 474.644           | Keine Angaben     | Keine Angaben     | 103.773             | 21,86               | Keine Angaben       | 370.871             | 78,14               | Keine Angaben       | Keine Angaben       |                     |
| 1955 | 253.174           | 136.816           | 116.358           | 84.492              | 33,37               | 51.261              | 33.231              | 168.682             | 66,63               | 85.555              | 83.127              |
| 1960 | 297.463           | 159.813           | 137.650           | 112.082             | 37,68               | 65.816              | 46.266              | 185.381             | 62,32               | 93.997              | 91.384              |
| 1965 | 335.518           | 177.915           | 157.603           | 136.531             | 40,69               | 76.736              | 59.795              | 198.987             | 59,31               | 101.179             | 97.808              |
| 1970 | 385.408           | 204.040           | 181.368           | 188.185             | 48,83               | 104.998             | 83.187              | 197.223             | 51,17               | 99.042              | 98.181              |
| 1975 | 477.736           | 254.643           | 223.093           | 255.557             | 53,49               | 140.166             | 115.391             | 222.179             | 46,51               | 114.477             | 107.702             |
| 1980 | 596.899           | 311.837           | 285.062           | 318.026             | 53,28               | 168.857             | 149.169             | 278.873             | 46,72               | 142.980             | 135.893             |
| 1985 | 742.245           | 383.691           | 358.554           | 411.917             | 55,50               | 214.130             | 197.787             | 330.328             | 44,50               | 169.561             | 160.767             |
| 1990 | 936.163           | 486.436           | 449.727           | 582.559             | 62,23               | 303.690             | 278.869             | 353.604             | 37,77               | 182.746             | 170.858             |
| 2000 | 1.206.085         | 625.309           | 580.776           | 722.905             | 59,94               | 372.889             | 350.016             | 483.180             | 40,06               | 252.420             | 230.760             |
| 2011 | 1.595.643         | 810.582           | 785.061           | keine Detailangaben | keine Detailangaben | keine Detailangaben | keine Detailangaben | keine Detailangaben | keine Detailangaben | keine Detailangaben | keine Detailangaben |